# Baarz
Baarz ist ein bewohnter Gemeindeteil der Gemeinde Lenzerwische des Amtes Lenzen-Elbtalaue im Landkreis Prignitz in Brandenburg.

## Geografie
Der Ort liegt sieben Kilometer nordwestlich von Wootz, dem Sitz der Gemeinde Lenzerwische, und 13 Kilometer westnordwestlich von Lenzen (Elbe), dem Sitz des Amtes Lenzen-Elbtalaue. In der Elbe trifft der nordwestlichste Teil der gemeinsamen Gemarkung von Baarz und Gaarz auf die Grenzen von Dömitz in Mecklenburg-Vorpommern und die von Brandleben in Niedersachsen, wodurch an dieser Stelle ein Dreiländereck gebildet wird.
Nachbarorte sind Gaarz und Ausbau im Norden, Klein Schmölen, Groß Schmölen und Polz im Nordosten, Breetz im Osten, Besandten im Südosten, Langendorf im Westen sowie Kacherien und Brandleben im Nordwesten.

## Geschichte

### 14. und 15. Jahrhundert
Das Dorf wurde erstmals 1326 als Bartze urkundlich erwähnt. Weitere Schreibweisen waren Borse, Barsze im Jahr 1424 und Bartze im Jahr 1472. Es gehörte vor 1426 bis 1872 zum Gut Kietz in der Lenzerwische, das bis 1777 im Besitz der von Wenckstern war. Im Jahr 1326 schenkten der Ritter Dietrich von Wenckstern und sein Bruder Merten dem Kloster Eldena einen Hof als Tafelgut. Sie behielten sich ein Vorverkaufsrecht ein, dessen Zeitpunkt des Rückkaufs jedoch nicht bekannt ist. Im Jahr 1421 kam es zu einem Überfall durch Mecklenburger Raubritter, bei dem Merteke von Baartz seinen gesamten Besitz verlor. Er umfasste neben Haus und Hof auch 18 Pferde, 26 Stück Vieh, 22 Schweine, und vier Wispel Hafer. Das Haus der Familie Hermens war niedergebrannt. Dort hatten die Raubritter drei Kühe geraubt. Weitere Kühe wurden der Familie Paugel gestohlen, dazu drei Pferde und acht Schweine. Dem Bewohner Hans Rutenstein stahlen sie Geräte und Kleidung. Im Jahr 1472 erschien das Dorf mit einer Größe von 8 ½ Hufe; 1491 mit neun Hufen.

### 16. und 17. Jahrhundert
Im Dorf lebten im Jahr 1576 insgesamt fünf Hufner und vier Kossäten; ein Hof lag wüst. Für 1652 sind überliefert: elf Hauswirte; elf Personen. Eine Statistik aus dem Jahr 1686 wies elf besetzte Kossätenstellen aus, die insgesamt 3 Wispel 3 ½ Scheffel Aussaat ausbrachten. Die Bewohner durften in der Elbe fischen und kauften ihr Brennholz in Mecklenburg. Die Hütung und Viehzucht wurden als gut beschrieben.

### 18. Jahrhundert
Um 1800 gehörte der Ort zum Lenzenschen Kreis in der Provinz Prignitz, einem Teil der Kurmark der Mark Brandenburg. In einer Beschreibung der Mark Brandenburg aus dem Jahr 1804 wird das Dorf Baartz mit insgesamt 101 Einwohnern angegeben. Als Besitzer wird der Deichhauptmann von Jagow zu Rühstedt genannt. In dem zur Lenzerwische und damit damals zu Kietz gehörenden Dorf waren hier seinerzeit zwei Büdner, drei Einlieger, drei Kossäten und sieben Halbbauern ansässig. Darüber hinaus waren zwölf Feuerstellen vorhanden. Die Bewohner waren nach Kietz in der Inspektion Lenzen eingepfarrt und der Adressort war ebenso Lenzen. In Baartz lebten im Jahr 1819 insgesamt zehn Kossäten und ein Paar Einlieger. Für 1734 wurden zehn Kossäten und vier Häuslinge beschrieben, die 3 Wispel 3 Scheffel 8 Malter Saat ausbrachten. Im Jahr 1745 waren es elf Kossäten und ein Kötter, 1750 nur noch zehn Kossäten und ein Kötter. Für 1791 sind sechs Halbbauern, drei Kossäten und ein Büdner überliefert, die zwölf Feuerstellen (= Haushalte) betrieben.

### 19. Jahrhundert
Im Jahr 1801 lebten im Dorf sieben Halbbauern, drei Kossäten, zwei Büdner und drei Einlieger, die zusammen zwölf Feuerstellen betrieben. Das Dorf bestand im Jahr 1846 als zwölf Wohnhäusern. Für 1860 sind ein öffentliches, 16 Wohn- und 10 Wirtschaftsgebäude überliefert. Das Dorf war 207 Morgen (Mg) groß: 2 Mg Gehöfte, 6 Mg Gartenland, 96 Mg Acker, 44 Mg Wiese, 59 Mg Weide.

### 20. und 21. Jahrhundert
Zur Jahrhundertwende umfasste die Gemarkung eine Fläche von 281 Hektar (ha). mit 18 Häusern. Im Dorf lebten ein Vollhufner und Kossät, sechs Halbhufner, zwei Kossäten, ein Kötter, ein Häusler und Schiffer, zwei Schiffer, ein Pächter, ein Nachtwächter, eine Arbeiterin, ein Lehrer und eine Altsitzerin (1907). Baartz wurde 1931 Gemeinde mit 20 Wohnhäusern. Im Jahr 1939 gab es sechs land- und forstwirtschaftliche Betriebe mit einer Fläche zwischen 20 und 100 ha. Ein Betrieb war zwischen 10 und 20 ha groß, vier Betriebe zwischen 5 und 10 ha sowie drei zwischen 0,5 und 5 ha. In Industrie- und Handwerk arbeiteten 19 Personen, in Handel und Verkehr 23 Personen.
Nach dem Zweiten Weltkrieg wurden 7,87 ha enteignet und auf einen Neubauern mit 2,10 ha und einen Neubauern mit 5,29 ha aufgeteilt. Die verbliebene Fläche fiel an einen Altbauern. Am 1. Juli 1950 wurde das benachbarte Gaarz ein Ortsteil von Baarz und zum 1. Januar 1957 wurden beide Orte nach Besandten eingemeindet. Im Jahr 1960 gründete sich eine LPG Typ I Baartz mit zwölf Mitgliedern und 130 ha Fläche, die sich im Folgejahr mit den LPG Freie Elbe und Eintracht in Besandten sowie Unterwische in Gaarz zur LPG Typ I Unterwische mit Sitz in Gaarz zusammenschlossen.
Seit dem 26. Oktober 2003 ist Baarz ein bewohnter Gemeindeteil der Gemeinde Lenzerwische.

## Bevölkerungsentwicklung
| Jahr      | 1734 | 1772 | 1791 | 1801 | 1817 | 1837 | 1858 | 1871 | 1895 | 1925 | 1939 | 1946 |
| Einwohner | 52   | 53   | 72   | 101  | 83   | 82   | 100  | 132  | 109  | 96   | 89   | 100  |

## Kultur und Sehenswürdigkeiten
- Das Bauerngehöft, bestehend aus Wohnhaus, Wohnstallscheune, Stallscheune, Hof und Garten mit der Anschrift Am Elbedeich 7 steht unter Denkmalschutz.